# Regeringen Virolainen

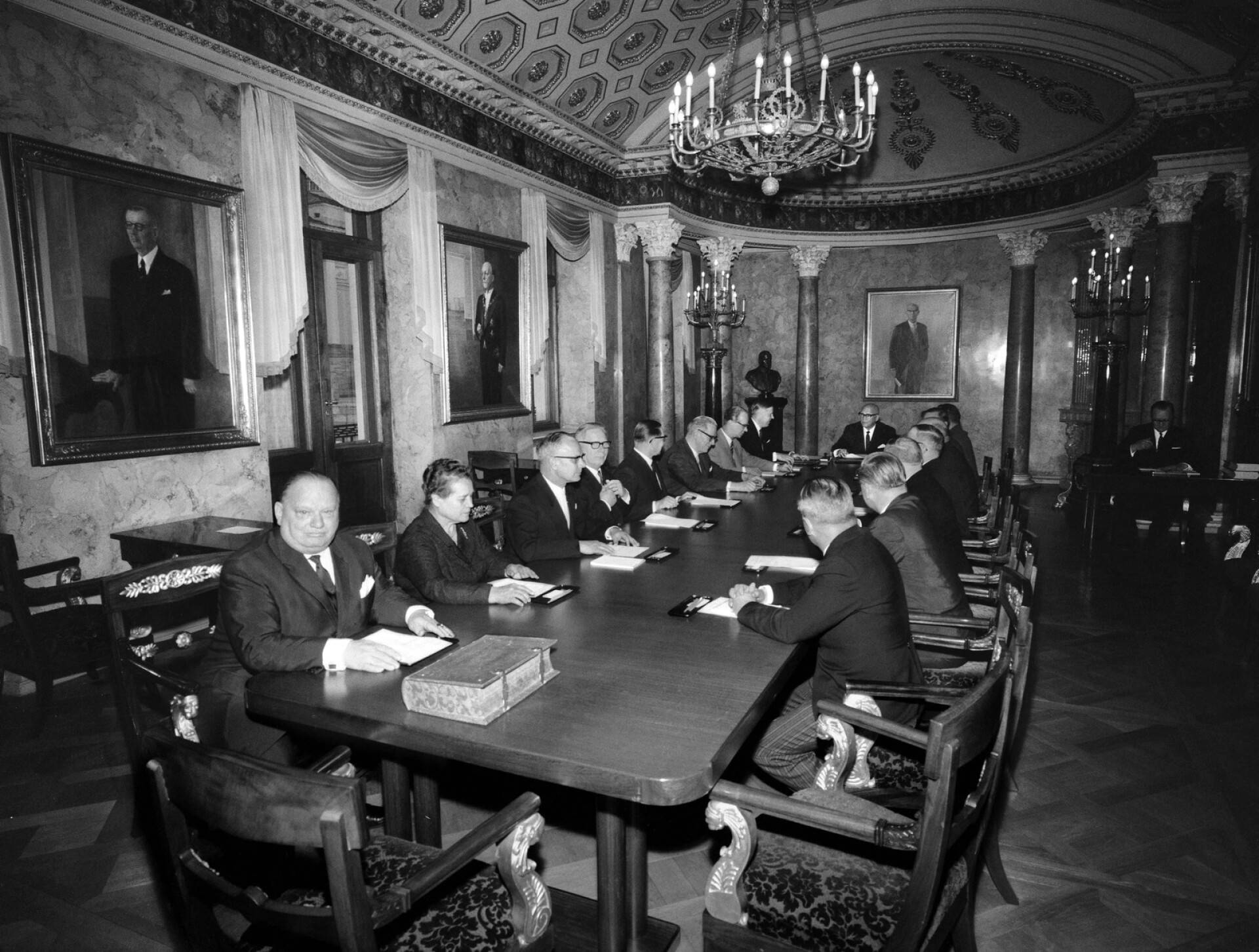
Regeringen Virolainen år 1964.

Regeringen Virolainen var Republiken Finlands 49:e regering. I den borgerliga majoritetsregeringen ingick ursprungligen Agrarförbundet, Samlingspartiet, Svenska folkpartiet och Finska folkpartiet. Det ledande regeringspartiet Agrarförbundet bytte år 1965 namn till Centerpartiet. Finska folkpartiet gick i december 1965 samman med De Frisinnades Förbund för att grunda Liberala folkpartiet. Ministären regerade från 12 september 1964 till 27 maj 1966.
Regeringen genomförde reformer bland annat inom utbildningssektorn; år 1966 godkände riksdagen lagen om grundandet av högskolor. Detta ledde till grundandet av nya högskolor i Kuopio och Joensuu. På grund av det ekonomiska läget höjde regeringen bil- och bensinskatterna, något som vänsterpartierna i oppositionsställning motsatte sig. Det täta samarbetet mellan de största oppositionspartierna Socialdemokraterna och Folkdemokraterna lade grunden till den så kallade folkfrontsregeringen efter riksdagsvalet 1966. Den borgerliga regeringen ersattes 1966 av regeringen Paasio I som vänsterpartierna bildade tillsammans med Centerpartiet.

## Ministrar
| Minister                                                                            | Ämbetsperiod                                                | Parti                                         |
| ----------------------------------------------------------------------------------- | ----------------------------------------------------------- | --------------------------------------------- |
| Statsminister Johannes Virolainen Ahti Karjalainen, ställföreträdare                | 12 september 1964–27 maj 1966 12 september 1964–27 maj 1966 | Agrarförbundet/Centern Agrarförbundet/Centern |
| Utrikesminister Ahti Karjalainen                                                    | 12 september 1964–27 maj 1966                               | Agrarförbundet/Centern                        |
| Justitieminister J.O. Söderhjelm                                                    | 12 september 1964–27 maj 1966                               | SFP                                           |
| Inrikesminister Niilo Ryhtä                                                         | 12 september 1964–27 maj 1966                               | Agrarförbundet/Centern                        |
| Försvarsminister Arvo Pentti                                                        | 12 september 1964–27 maj 1966                               | Agrarförbundet/Centern                        |
| Finansminister Esa Kaitila                                                          | 12 september 1964–27 maj 1966                               | FFP/LFP                                       |
| Minister i finansministeriet Erkki Huurtamo                                         | 12 september 1964–27 maj 1966                               | Samlingspartiet                               |
| Undervisningsminister Jussi Saukkonen                                               | 12 september 1964–27 maj 1966                               | Samlingspartiet                               |
| Jordbruksminister Mauno Jussila                                                     | 12 september 1964–27 maj 1966                               | Agrarförbundet/Centern                        |
| Minister i jordbruksministeriet Marja Lahti                                         | 12 september 1964–27 maj 1966                               | Agrarförbundet/Centern                        |
| Minister för kommunikationsväsendet och allmänna arbetena Grels Teir                | 12 september 1964–27 maj 1966                               | SFP                                           |
| Minister i ministeriet för kommunikationsväsendet och allmänna arbetena Esa Timonen | 12 september 1964–27 maj 1966                               | Agrarförbundet/Centern                        |
| Handels- och industriminister T.A. Wiherheimo                                       | 12 september 1964–27 maj 1966                               | Samlingspartiet                               |
| Socialminister Juho Tenhiälä                                                        | 12 september 1964–27 maj 1966                               | FFP/LFP                                       |
| Minister i socialministeriet Kaarle Sorkio                                          | 12 september 1964–27 maj 1966                               | opolitisk (FFP/LFP)                           |